# 河本一郎
河本 一郎（かわもと いちろう、1923年〈大正12年〉2月27日 - 2017年〈平成29年〉4月18日）は、日本の法学者。専門は商法・証券取引法。学位は法学博士（神戸大学・論文博士・1975年）。神戸大学名誉教授、神戸学院大学名誉教授。日本学士院会員。弁護士（大阪弁護士会所属）。勲等は勲二等。
神戸大学法学部教授、神戸大学法学部学部長、神戸学院大学法学部教授などを歴任した。大隅健一郎門下。弟子に川口恭弘、森田章など。

## 概要
商法などを専攻する大阪府出身の法学者である。1958年に『民商法雑誌』誌上で論文「手形法における悪意の抗弁」を発表した。そこで発表された理論は、後に商法の手形・小切手法の分野において、「河本フォーミュラ」と称されるようになった。また、学位論文「有価証券振替決済制度の研究」により、1975年に神戸大学より法学博士の学位を授与された。神戸大学、神戸学院大学で教鞭を執り、のちに両大学の名誉教授に就任するとともに、日本学士院会員に選任された。また、大阪弁護士会に所属する弁護士でもある。

## 略歴
- 1951年3月 - 京都大学法学部卒業
- 1953年12月 - 神戸大学法学部助教授
- 1964年4月 - 神戸大学法学部教授
- 1975年11月 - 法学博士（神戸大学）[2]
- 1980年1月 - 神戸大学法学部長（1982年3月まで）
- 1986年3月 - 神戸大学定年退官
- 1986年4月 - 神戸大学名誉教授、神戸学院大学法学部教授、弁護士登録
- 1995年3月 - 神戸学院大学退職
- 1995年4月 - 神戸学院大学名誉教授
- 1995年12月 - 日本学士院会員

## 栄典
- 1996年 - 勲二等瑞宝章

## 著書
- 『約束手形法入門』有斐閣双書 1964
- 『有価証券振替決済制度の研究』有斐閣 1969
- 『現代会社法』商事法務研究会 1973
- 『解説・会社法改正 その1（株式）』日本評論社 1980
- 『商事法研究』全3巻 成文堂

第1巻 有価証券法研究 2000
第2巻 株券の法理 2013
第3巻 手形法における悪意の抗弁 2016

### 共編著
- 『手形法・小切手法』大隅健一郎共著 有斐閣 ポケット註釈全書 1959
- 『証券取引法』鈴木竹雄共著 有斐閣 法律学全集 1968
- 『手形小切手の法律相談』河合伸一共編 有斐閣 法律相談シリーズ 1968
- 『ドイツと日本の会社法』ハンス・ヴュルディンガー共編 商事法務研究会 1969
- 『商法講義 第3巻 手形・小切手』共著 青林書院新社 1970
- 『証券取引の実務相談』大武泰南、神崎克郎共編 有斐閣 実務相談シリーズ 1970
- 『入門銀行取引法講座 第3 貸付』正亀慶介共著 金融財政事情研究会 1970
- 『改正証券取引法の解説 問答式』神崎克郎共著 中央経済社 1971
- 『手形・小切手事故百科』星川長七、服部栄三共編 金融財政事情研究会 1972
- 『法律問題の基礎知識 現実をとおして法律感覚を養なう』窪田隼人、荒秀、西原春夫、石田喜久夫、野村好弘共編 有斐閣 1972
- 『企業・経営と法 現代企業法入門』上柳克郎共編 有斐閣選書 1973
- 『厳選商法問題演習』堀口亘共編著 中央経済社 1973
- 『会社法務事故百科』星川長七、服部栄三共編 金融財政事情研究会 1974
- 『新商法演習 問題と解答 3 手形・小切手』共著 有斐閣 1974
- 『手形法・小切手法小辞典』編著 中央経済社 1974
- 『基礎法律学大系 24 実用編 会社法の基礎』橋本孝一共編 青林書院新社 1975
- 『商法問題演習 厳選』堀口亘共編著 中央経済社 1975
- 『銀行取引法講座』加藤一郎、林良平共編 金融財政事情研究会 1976-77
- 『商法 2 総則・商行為・手形小切手』編 日本評論社 判例と学説 1977
- 『商法入門』北沢正啓共編 有斐閣新書 1977
- 『注釈手形法・小切手法』大隅健一郎共著 有斐閣 1977
- 『判例コンメンタール 11-13 商法』大隅健一郎、戸田修三共編 三省堂 1977
- 『経営参加と企業公開の法理』編著 中央経済社 1979
- 『証券取引ハンドブック』大武泰南、神崎克郎共編 ダイヤモンド社 1982
- 『法学用語小辞典』中野貞一郎共編 有斐閣双書 1983
- 『株券保管振替法Q&A 制度利用の仕組みと実際』大武泰南共著 有斐閣ビジネス 1984
- 『かくれた株主 実質株主管理と開示政策』大武泰南共著 商事法務研究会 1986
- 『証券取引法 転換期の市場・制度・企業』大武泰南共著 日本経済新聞社 1987
- 『株式会社法教材 増補版』編 商事法務研究会 1989
- 『商法』全3巻 編著 三省堂 判例マニュアル 1989
- 『手形小切手法小辞典 増補版』田辺光政共編著 中央経済社 1989
- 『企業金融と商法改正 1従業員持株制度』河合伸一、前田雅弘、上柳克郎、神崎克郎、岡本昌夫、森本滋共著 有斐閣 1990
- 『約束手形法入門 第4版』田辺光政共著 有斐閣双書 1990
- 『株券保管振替の実務』藤原祥二、半沢保博、中西敏和共著 商事法務研究会 1991
- 『第三者割当増資 企業金融と商法改正』共著 有斐閣 1991
- 『手形小切手の法律相談 新版』田辺光政、河合伸一、西尾信一共編 有斐閣 法律相談シリーズ 1992
- 『証券取引法読本』大武泰南共著 有斐閣 1993
- 『日本の会社法』川口恭弘共著 商事法務研究会 1993
- 『会社法辞典』今井宏、森田章共編著 中央経済社 1994
- 『解説実務書式大系 13 開示計算公開 企業編4』森田章共編 三省堂 1994
- 『解説実務書式大系 12 会社の機関 企業編3』菊池洋一、神崎克郎共編 三省堂 1994
- 『解説実務書式大系 10-11 会社の組織 企業編1-2』菊池洋一共編 三省堂 1994
- 『解説実務書式大系 14 有限会社その他の会社 企業編5』井上勝美、村田溥積共編 三省堂 1994
- 『解散会社の取引きと税・法務』編 関西実務法学研究会執筆 システムファイブ 経営戦略法務シリーズ 1997
- 『改正会社合併の税と法務』編 三省堂 1998
- 『会社法 鑑定と実務』今井宏共著 有斐閣 1999
- 『現代手形小切手法講座 第2巻』永井和之、龍田節、前田庸、伊沢和平、服部栄三、高窪利一、小橋一郎、倉沢康一郎共編 成文堂 2000
- 『起業のための税と法務』実務法学研究会共編著 三省堂 2003
- 『鑑定意見会社法・証券取引法』今井宏共著 商事法務 2005
- 『合併の理論と実務』今井宏,中村直人、菊地伸、中西敏和、堀内康徳共著 商事法務 2005
- 『金融商品取引法の理論と実務』龍田節共編 経済法令研究会 別冊金融・商事判例 2007
- 『金融商品取引法読本』大武泰南共著 有斐閣 2008
- 『新・金融商品取引法読本』大武泰南、川口恭弘共著 有斐閣 2014
- 『非上場株式の評価鑑定集』濵岡峰也共著 成文堂 2014
- 『新・日本の会社法』川口恭弘共著 商事法務 2015

翻訳
- E.J.メストメッカー『法秩序と経済体制 メストメッカー教授論文翻訳集』上柳克郎共監訳 商事法務研究会 1980

記念論文集
- 『証券取引法大系 河本一郎先生還暦記念』竜田節、神崎克郎編 商事法務研究会 1986